# 无锡学院
无锡学院，是位于江苏省无锡市的一所公办普通高等学校。

## 历史
2002年，南京信息工程大学滨江学院成立，为普通全日制本科独立学院，具有独立法人资格。设有大气与遥感系、电子工程系、经济与贸易系等9个系科，共计37个本科专业。
2018年，江苏省教育厅向教育部致函《江苏省教育厅关于南京信息工程大学滨江学院迁址办学并更名的请示》（苏教发〔2018〕3号），申请批准南信滨江学院迁址无锡并更名。2019年2月1日，中华人民共和国教育部批复同意，南京信息工程大学滨江学院办学地址变更为江苏省无锡市锡山大道333号。
2020年12月24日，教育部发展规划司发布《关于拟同意设置本科高等学校的公示》，拟定同意南京信息工程大学滨江学院转设为公办普通高等学校无锡学院。2021年1月25日，经中华人民共和国教育部批准，原由南京信息工程大学管理的独立学院南京信息工程大学滨江学院脱离该校管理，转设为公办普通高等学校无锡学院，由江苏省人民政府领导管理。

## 院系设置
无锡学院设置下列系部：
- 理学系
  - 信息与计算科学
  - 应用物理学
  - 应用化学
- 大气与遥感系
  - 大气科学
  - 雷电防护科学与技术
  - 遥感科学与技术
  - 地理信息系统
  - 测绘工程
- 电子工程系
  - 电子信息工程
  - 电子科学与技术
  - 通信工程
  - 信息工程
  - 信息工程（系统工程方向）
- 自动控制系
  - 电子工程与自动化
  - 自动化
  - 测控技术与仪器
- 计算机系
  - 计算机科学与技术
  - 软件工程
  - 软件工程（动漫方向）
  - 网络工程
- 外语系
  - 英语
  - 英语（国际商务方向）
  - 英语（实用翻译方向）
  - 日语
  - 日语（国际商务方向）
- 经济与贸易系
  - 国际经济与贸易
  - 市场营销
  - 物流管理
- 公共管理系
  - 法学
  - 人力资源管理（公共部门人力资源管理方向）
  - 人力资源管理（企业人力资源管理方向）
  - 信息管理与信息系统
- 会计系
  - 会计学
  - 财务管理